# Вилијам Бејли
Стенли Вилијам Бејли (енгл. Stanley William Bailey) је био британски официр који је предводио мисију Управе за специјалне операције у штабу генерала Драгољуба Драже Михаиловића, који је значајно допринео промени британске и савезничке политике према њему.

## Први светски рат
У току Првог светског рата, Бејли је као члан Управе за специјалне операције боравио у Грчкој и радио на збацивању краља Константина I, због његове политике о неутралности. Помагао је и оснивање Привремене владе Елефтериоса Венизелоса.

## Међуратни период
Бејли је једно време живота провео као инжењер у рудницима Трепче. За време боравка у Краљевини Југославији, течно је научио српски језик, као и много из менталитета и обичаја Срба.

## Други светски рат

### Шеф савезничке мисије у Михаиловићев штабу
Бејли је падобраном искочио 25. децембра 1942. године изнад окупиране Југославије, како би дошао у Михаиловићев штаб. Његови извештаји из тог периода потврђују да је Михаиловић уживао неподељену подршку народа у окупираној Србији, док је утицај комуниста био занемарљив. Михаиловић га је прозвао Милош Бејли, због његовог ранијег боравка на Косову у рудницима Трепче, а у славу Милоша Обилића.

### Саботаже снабдевања Африке
На молбу фелдмаршала Харолда Александера, генерал Михаиловић је у мају 1942. године почео са организовањем саботажа саобраћајних мрежа у окупираној Србији, како би отежао снабдевања генерала Ервина Ромела и Немачког афричког корпуса. Саботаже је надгледао пуковник Бил Хадсон, о чему је извештавао команду у Лондону, а потом је Михаиловићу пренео похвале фелдмаршала Алана Брука. Ове акције су имале значајног ефекта на фронту, па је Британска команда Блиског истока упутила и телеграм генералу Михаиловићу (16. августа 1943):
Са дивљењем пратимо ваше усмерене операције које су од непроцењиве вредности за наш савезнички циљ.
За поразе у Африци, чак је и Хитлер кривио Михаиловића, те је издао наређење да се његове снаге разбију немилосрдно.
Пуковник Бејли је потврдио да постоји сарадња четника са италијанским снагама, али да нема никаквих доказа о сарадњи самог Михаиловића са било којим окупационим трупама, било немачким или италијанским. Приликом посете Колашину, пуковник Бејли је предложио Павлу Ђуришићу да га подржи и погура на чело Југословенске војске у Отаџбини, али је он то одбио и обавестио Михаиловића.

### Окретање према партизанима
Када је прошла афричка криза, Михаиловић је покушао да умањи војне активности на простору Србије, где су важиле ригорозне окупаторске одмазде над цивилним становништвом. Бејлију се то није допало, па је претпостављенима из Управе за специјалне операције у Каиру, саопштио:
...дошло је време да се Михаиловић одлучно опходи. Мора се навести да схватимо да га можемо натерати или сломити.
Генерал Михаиловић је одбио Бејлијев захтев да се обавеже како ће сва британска војна помоћ касније бити отплаћена правом на експлоатацију рудника у Србији.
Након Техеранске конференције, савезници почињу да пружају потпуну подршку партизанским снагама у Југославији, док се у савезничким медијима операције ЈВуО често приписују партизанима у заслуге већ током јесени 1943. године. Када је пуковник Чарлс Армстронг дошао у штаб код Михаиловића, преузео је место шефа мисије, док је Бејли остао политички саветник.
По капитулацији Италије, Бејли је организовао да се италијанска 19. пешадијска дивизија преда партизанима, уместо Југословенској војсци у Отаџбини. На тај начин је 8.000 италијанских војника предало оружје, које су партизани употребили против ЈВуО и потисли је из долине Лима. Пуковник Бејли је напустио Југославију 29. јануара 1944. године и одлетео у савезничку базу у Барију.
Наводно је заједно са Душком Поповом покушао наговорити краља Петра II Карађорђевића да се тајно и без знања Черчила врати у Југославију.